# Hyposoter noctuae
Hyposoter noctuae är en stekelart som först beskrevs av William Harris Ashmead 1890.  Hyposoter noctuae ingår i släktet Hyposoter och familjen brokparasitsteklar. Inga underarter finns listade i Catalogue of Life.